# Kapuschongbaggar
Kapuschongbaggar (Bostrichidae) är en familj skalbaggar med över 700 arter. Huvudet på de flesta kapuschongbaggar kan inte ses ovanifrån, eftersom det är nedåtriktat och gömt av kroppen. Ett undantag är vissa arter i underfamiljen Lyctinae.